# Музей науки (Бостон)
Музей науки (Бостон) (англ. The Museum of Science, MoS) — визначна пам'ятка Бостона, розташована в Парку науки, неподалік річки Чарльз. Поряд з 500 інтерактивними виставками, в музеї проходить безліч живих демонстрацій, а також працюють планетарій Чарльза Хайдена і кінотеатр Mugar Omni IMAX єдиний куполоподібний екран IMAX у Новій Англії. Музей є акредитованим членом Асоціації зоопарків і акваріумів (Association of Zoos and Aquariums, AZA) і в ньому знайшли собі притулок сотні тварин.

## Історія заснування
Музей був заснований в 1830 році, як такого музей не було, а замість нього існувала група осіб, які утворювали Бостонське товариство вивчення природної історії. Товариство колекціонувало природничо-наукові експонати і влаштовувало виставки. Після війни будинок музею було продано і музей був відновлений вже під ім'ям «Бостонський музей науки» (Boston Museum of Science).

## Історичні події музею

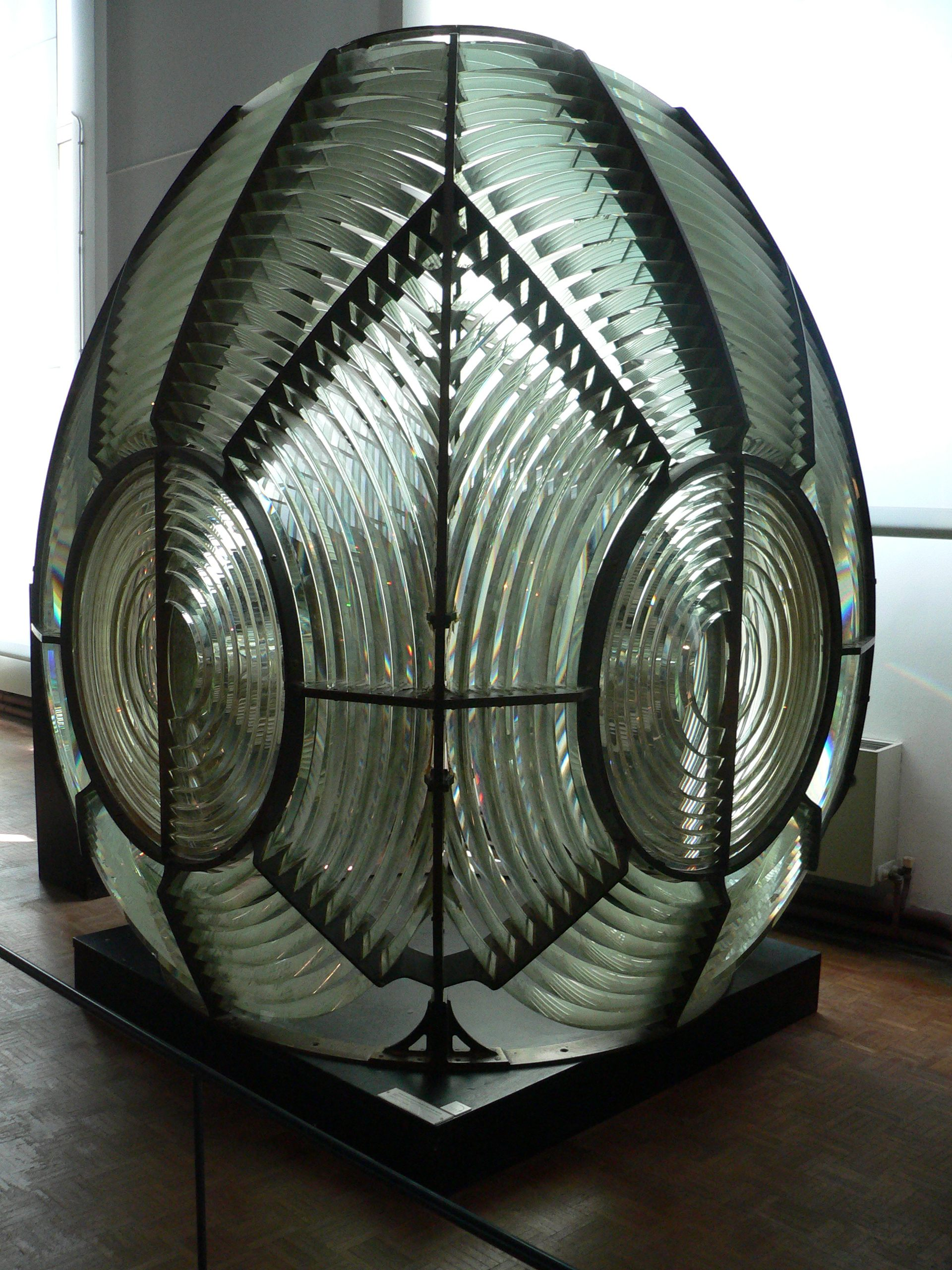
Лінза Френеля

- Перша лінза Френеля, яка використовується в маяках США, була представлена відвідувачам на початку 1950-х і аж до 1979 року;
- Від серпня до жовтня 2004 року в музеї була представлена американська прем'єра трилогії Володар Перснів, також тут були представлені костюми акторів, які виготовлялись в Новій Зеландії;
- Від 25 жовтня 2009 року до 21 лютого 2010 року в музеї перебувала виставка "Harry Potter: The Exhibition".

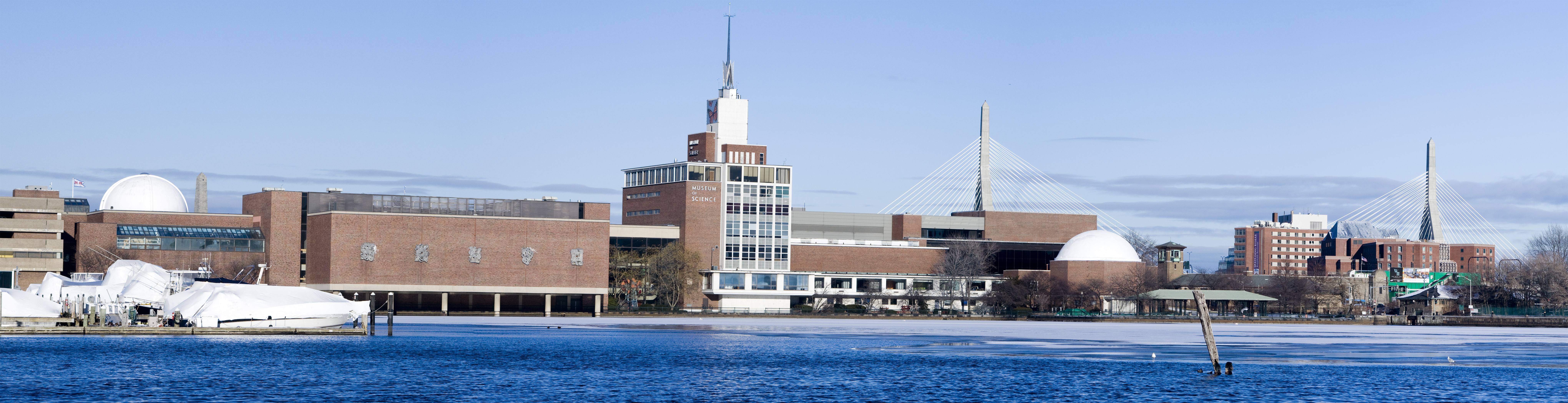
Музей науки в Бостоні, Січень 2008